# Hendrik Goltzius
Pour les articles homonymes, voir Goltzius.
Hendrik Goltz ou Hendrick Goltz, connu sous la forme latinisée de son nom, Goltzius (Bracht-am-Niederrhein - Venlo, janvier ou février 1558 – Haarlem, 1er janvier 1617), est un dessinateur, peintre et graveur néerlandais (Pays-Bas espagnols puis Provinces-Unies).
Ses gravures, très prisées, issues de ses propres dessins ou transposant les œuvres de ses contemporains, contribuèrent efficacement à la diffusion du maniérisme en Europe.

## Biographie

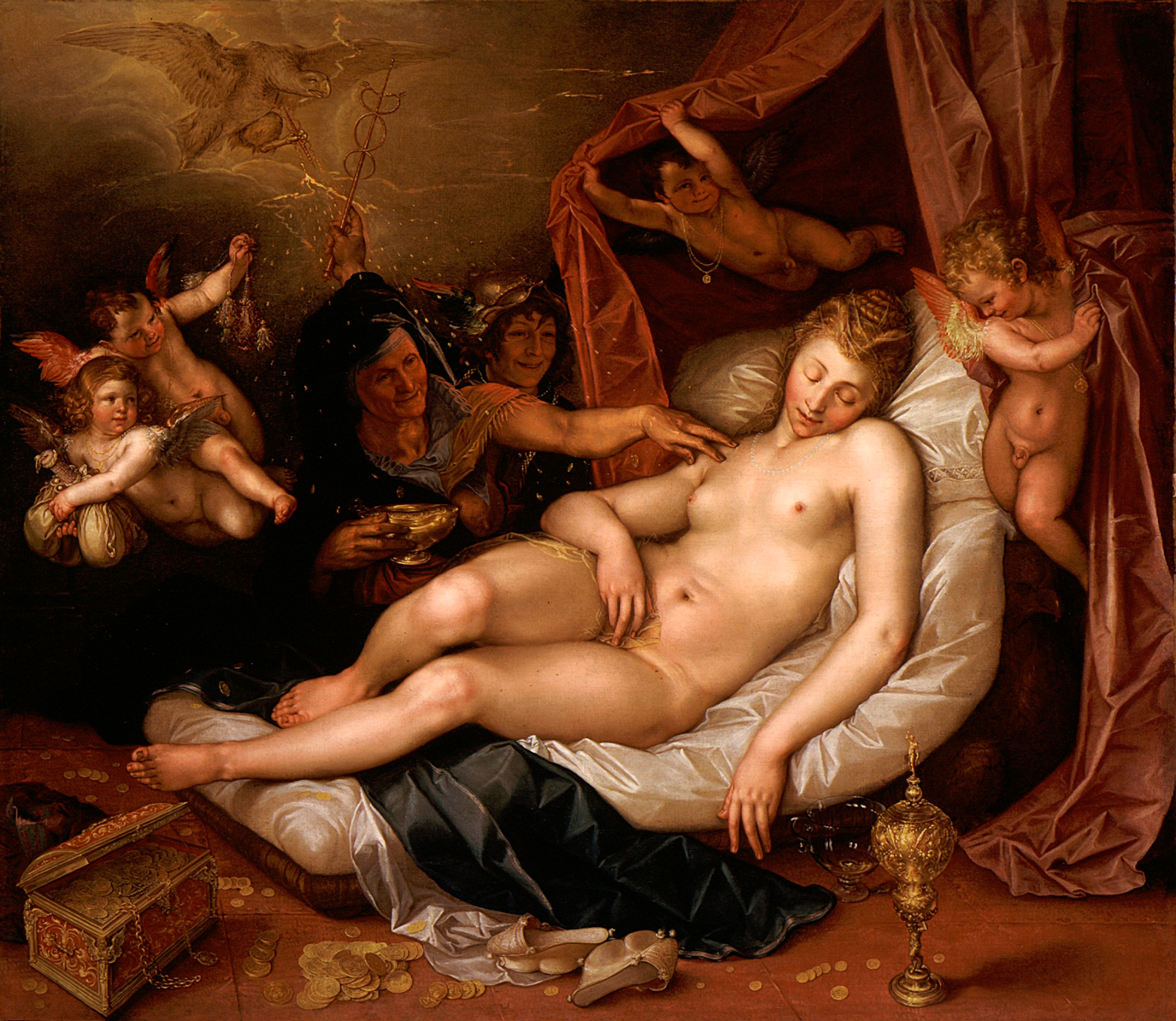
Danaé, par Hendrick Goltzius.

### Formation et ascension sociale d'un graveur renommé

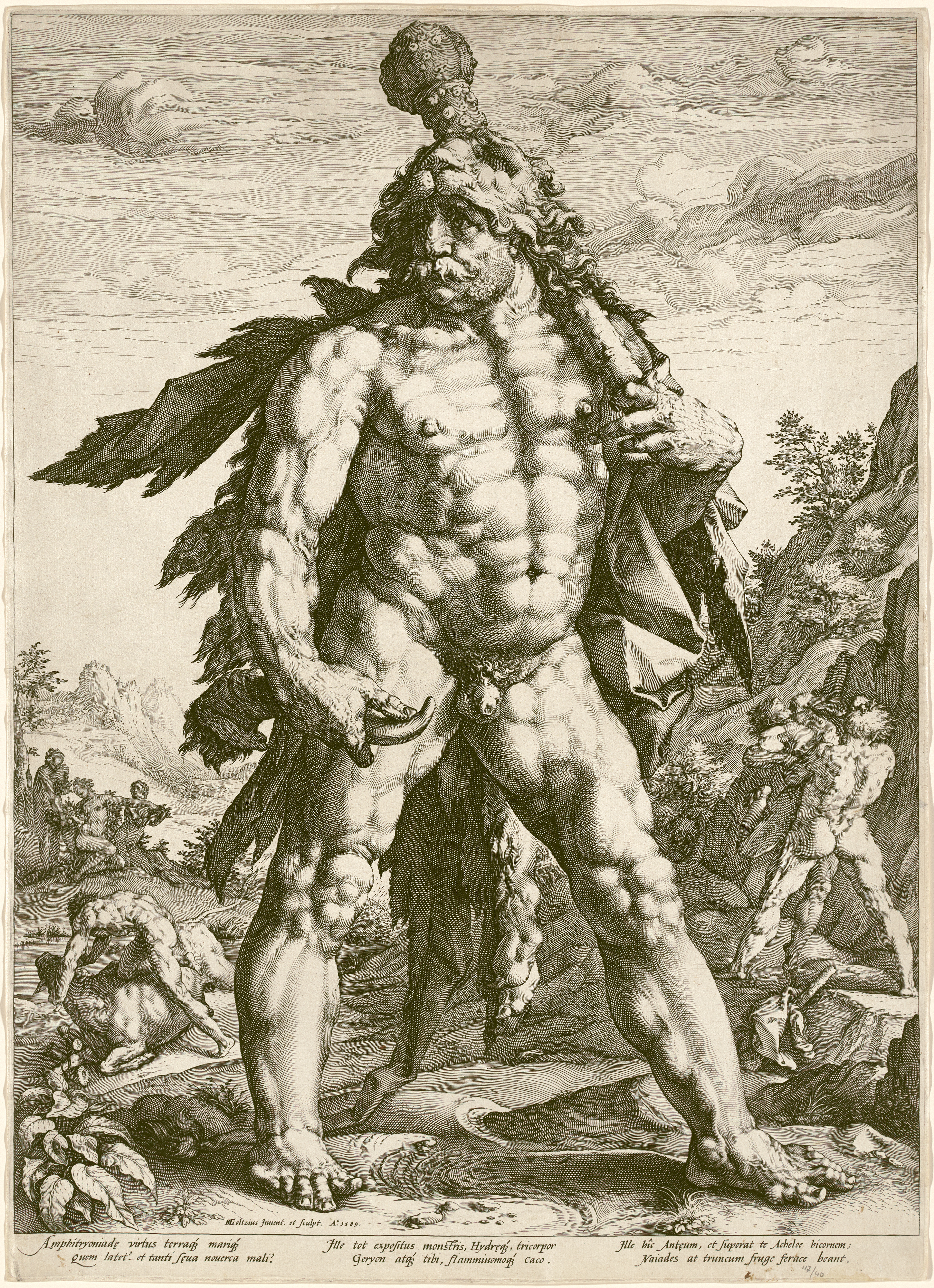
Le grand Hercule, par Hendrik Goltzius, 1589.

Né en 1558 à Mühlbracht (auj. Bracht-am-Niederrhein, près de Venlo) dans le duché de Juliers – à la frontière des Pays-Bas espagnols et de l'Empire germanique –, Hendrick Goltz appartient à une véritable dynastie d'artistes. Son grand-père, Hubert Goltz le Vieux, était en effet déjà peintre, tandis que son grand-oncle, Syberdt Goltz était un sculpteur talentueux. Le père d'Hendrick, Jean Goltz, était également peintre (ou peintre verrier) et son autre fils, Jean, embrassa la carrière de peintre verrier. Le cousin d'Hendrick, Hubert Goltzius (1526-1583) fut quant à lui un artiste et un antiquiste renommé.

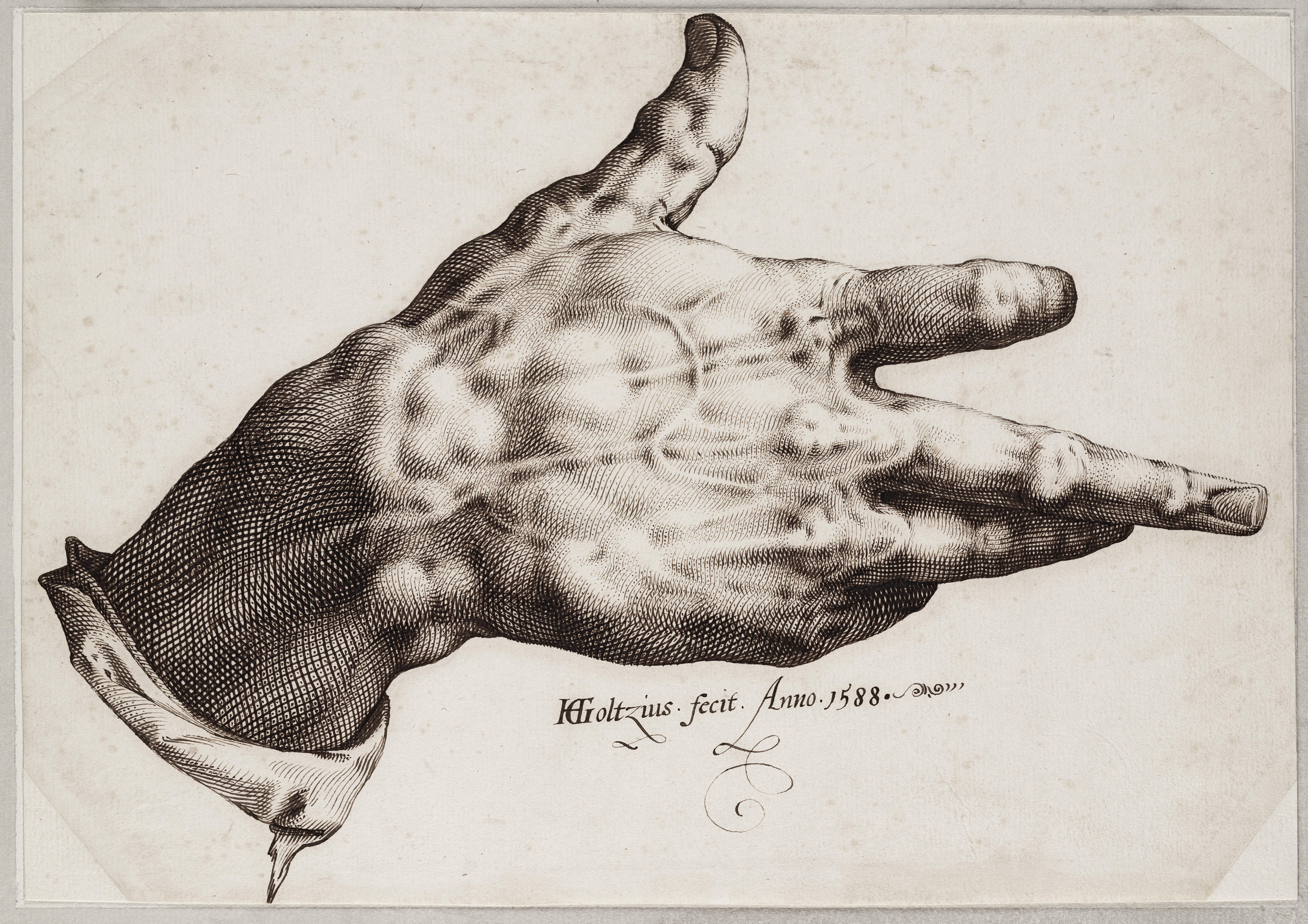
La Main droite de Goltzius, 1588.

Alors qu'il est âgé d'à peine un an, une chute dans des charbons ardents lui laisse la main droite paralysée (infirmité qu'il décrira avec virtuosité dans un dessin de 1588). Il montre cependant un talent précoce pour le dessin et, en 1575, après avoir suivi dans un premier temps l'enseignement de son père, il entre comme apprenti dans l'atelier d'un graveur néerlandais réfugié à Xanten, Dirck Volkertszoon Coornhert, qu'il suit en Hollande, s'installant à Haarlem en 1577. Tout d'abord chargé de transposer des dessins et des tableaux en gravures pour le compte de ses maîtres (Coornhert, puis un élève de ce dernier, Philippe Galle), il devient rapidement capable d'imiter de nombreux styles artistiques.
Il grave son premier sujet militaire en 1578, le Cortège triomphal de la guerre, où il fait allusion aux combats menés aux Pays-Bas pour se libérer de la domination espagnole, alors que les conflits ont repris. Il réalise des portraits gravés de soldats qui défendent la république des Pays-Bas, qui suivent les évènements qu'ils colportent, constituant de véritables Flugblätter (tracts).
Vers 1579-1580, il épouse une riche veuve dont il adopte le fils, Jacob Matham (1571-1631). La fortune de son épouse lui permet de créer son propre atelier de graveur, à Haarlem, en 1582. Il conduit ainsi chaque étape de sa production en toute autonomie, ce qui lui permet d'avoir une activité économiquement florissante. Contrairement aux autres imprimeurs, il ne réédite pas des plaques réalisées auparavant en dehors de son atelier, mais se spécialise dans les gravures d'artistes contemporains, d'après ses propres ouvrages, mais aussi bientôt d'après Bartholomeus Spranger ou Cornelis Cornelisz van Haarlem. Cette entreprise va rapidement diffuser ses productions à travers toute l'Europe, brisant ainsi le monopole des éditeurs anversois.
Les gravures de Goltzius ont dès lors un retentissement considérable à travers tout le continent et constituent une véritable mine d'innovations iconographiques pour un grand nombre d'artistes.
C'est en 1583 qu'il fait la connaissance d'un artiste flamand réfugié à Haarlem, Carel van Mander. Ce dernier – qui allait devenir le premier biographe de Goltzius – lui fait découvrir l'œuvre de Bartholomeus Spranger, dont la hardiesse maniériste allait avoir une influence déterminante sur la sensibilité artistique du jeune graveur. En collaboration avec un peintre local, Cornelis Cornelisz van Haarlem, Goltzius et Van Mander fondent une académie de peinture destinée à permettre aux artistes néerlandais de rivaliser avec leurs confrères italiens.
En 1584-1585, il réalise des suites gravées représentant les Rois et reines d'Angleterre et les Contes et comtesses de Hollande, probablement pour un public d'amateur d'histoire ancienne et contemporaine.

### Le voyage en Italie (1590-1591)

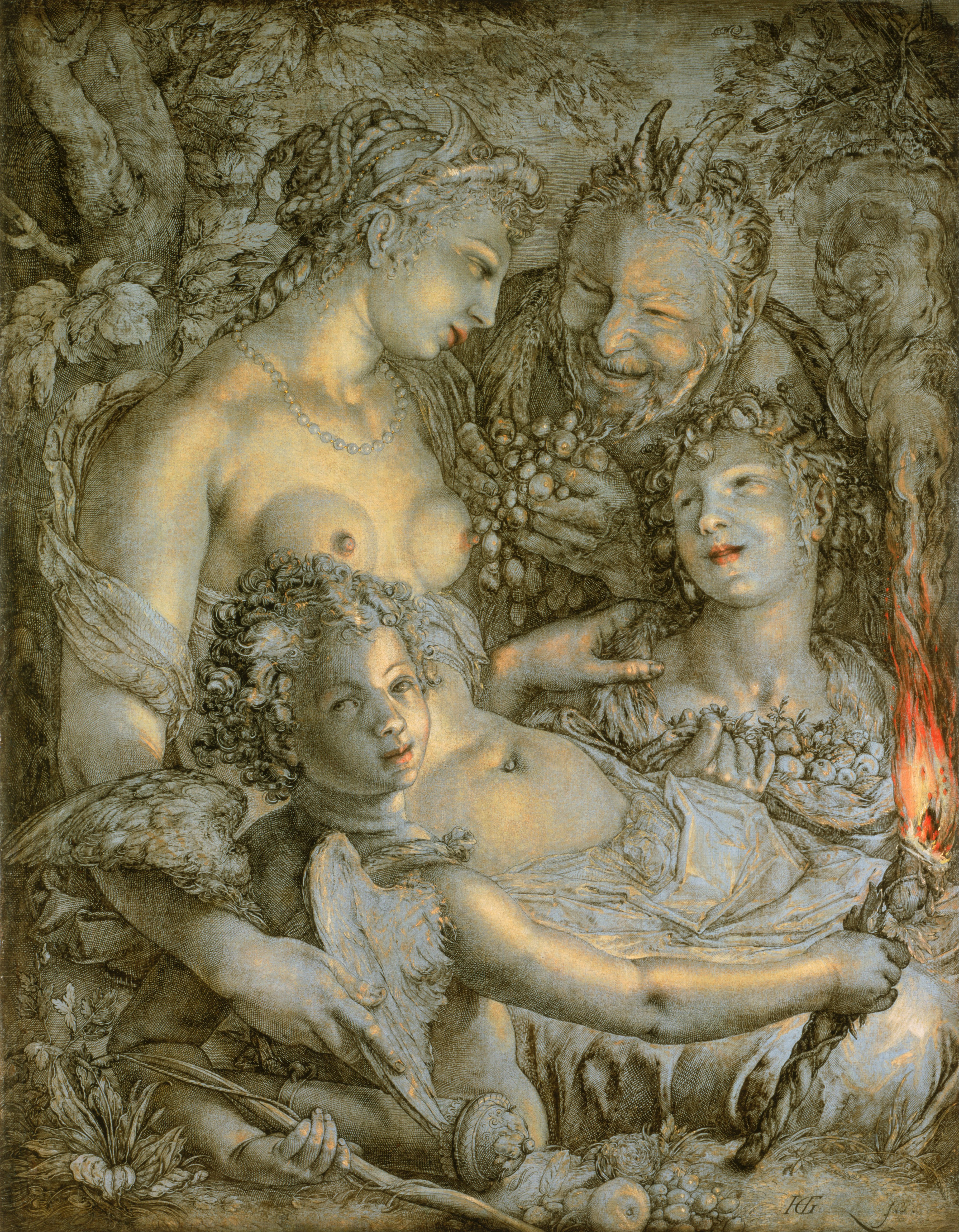
Sine Cerere et Libero friget Venus

Malgré son succès, Goltzius est frappé de « mélancolie » (dépression) et, en dépit de la détérioration préoccupante de son état de santé, il choisit le voyage comme remède et prend le chemin de l'Italie à l'automne 1590. Son voyage, qu'il choisit de faire incognito en passant par Hambourg et Munich, lui rend effectivement la santé et lui permet d'enrichir ses ressources artistiques. Ce séjour italien, qui place Goltzius dans la tradition des artistes romanistes néerlandais, allait exercer une influence déterminante sur l'évolution de son art.

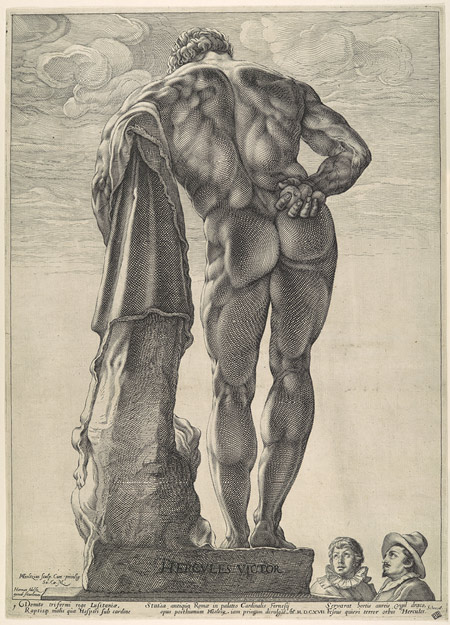
Hercule Farnèse, gravure exécutée d'après un dessin de 1591 et publiée en 1617.

Arrivé à Rome le 10 janvier 1591 après être passé par Venise, Bologne et Florence, il y est tellement absorbé par l'étude et le dessin des chefs-d'œuvre de la Rome antique (recueillis dans un Carnet d'esquisses romaines comprenant des dessins à la pierre noire ou à la craie blanche sur papier bleu et des dessins à la sanguine sur papier blanc) qu'il ne s'alarme pas d'une épidémie de peste qui ravageait alors la ville. Il réalise notamment une impressionnante étude de dos de l’Hercule Farnèse qui allait faire l'objet d'une gravure en 1617. Cette œuvre témoigne à la fois de l'intérêt de l'artiste pour les chefs-d'œuvre de l'Antiquité et des recherches qu'il consacra à l'anatomie et au rendu du relief. De même, les copies (gravées en 1592) qu'il fait des fresques en trompe-l'œil réalisées sur le Quirinal par Polidoro da Caravaggio, témoignent de cette dernière préoccupation, l'illusion du relief ayant été obtenue au moyen d'un clair-obscur novateur. Il grave également l'Isaïe de Raphaël.
Il quitte Rome au mois d'avril pour se rendre à Naples puis à Pouzzoles en compagnie de deux compatriotes. Revenu à Rome par les galères pontificales, puis par la route terrestre (une tempête ayant contraint le navire de relâcher à Gaète), Goltzius y rencontre de nombreux artistes et réalise le portrait (à la pierre noire et la sanguine, avec des rehauts blancs et des lavis colorés) de plusieurs d'entre eux (et notamment de ses compatriotes Jan van der Straet ou Giambologna).

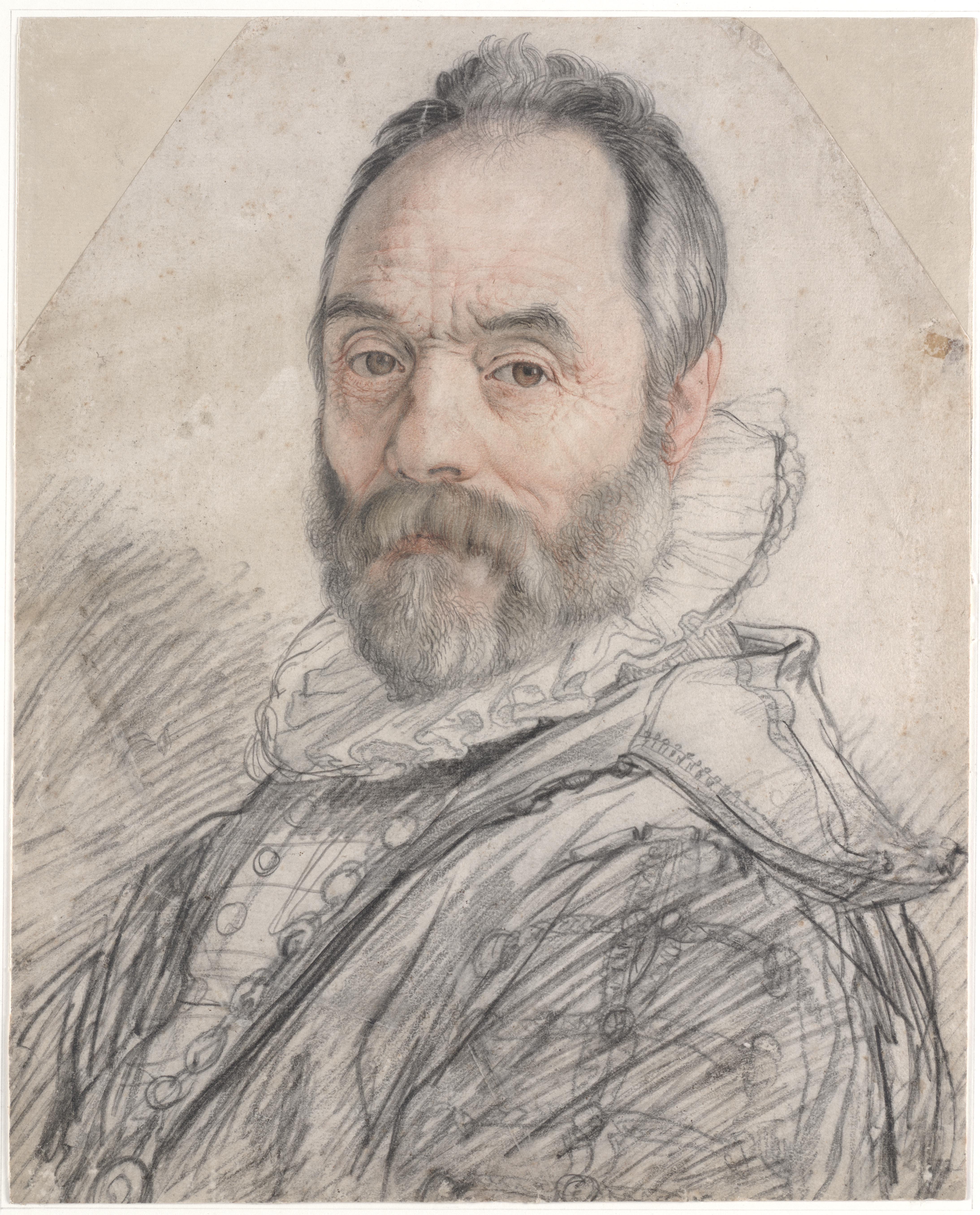
Portrait de Giambologna, pierre noire et sanguine sur papier, 1591.

Il repart de Rome le 3 août 1591 et rentre chez lui en passant par Bologne, Venise, Trente et Munich. Son retour à Haarlem occasionne cependant une rechute contre laquelle Goltzius doit lutter au moyen de la consommation de lait de chèvre ou de femme et, surtout, par la pratique de promenades quotidiennes.

### Le «chef-d'œuvre» (1593-1594)
Il exécute entre 1593 et 1594 un cycle de six planches – connu sous le nom de « chef-d'œuvre de Goltzius » – illustrant la vie de la Vierge et les premiers épisodes de l'enfance du Christ. Il s'y applique à reproduire les styles de différents maîtres tels que Dürer, Lucas de Leyde, le Baroche, le Parmesan, Raphaël ou le Bassan. Le trait de Dürer est si bien imité dans la planche de la Circoncision que le facétieux graveur en profite pour jouer un tour aux connaisseurs en leur faisant croire en l'existence d'une œuvre inédite du maître allemand. Il ne peut d'ailleurs prouver sa supercherie qu'en faisant remarquer aux connaisseurs dupés que le décor était celui de l'église Saint-Bavon de Haarlem et en leur signalant l'inclusion d'un autoportrait au troisième plan. Il monte un canular semblable en faisant passer son Adoration des mages pour une gravure de Lucas de Leyde.

### Une carrière de peintre tardive (1600-1617)

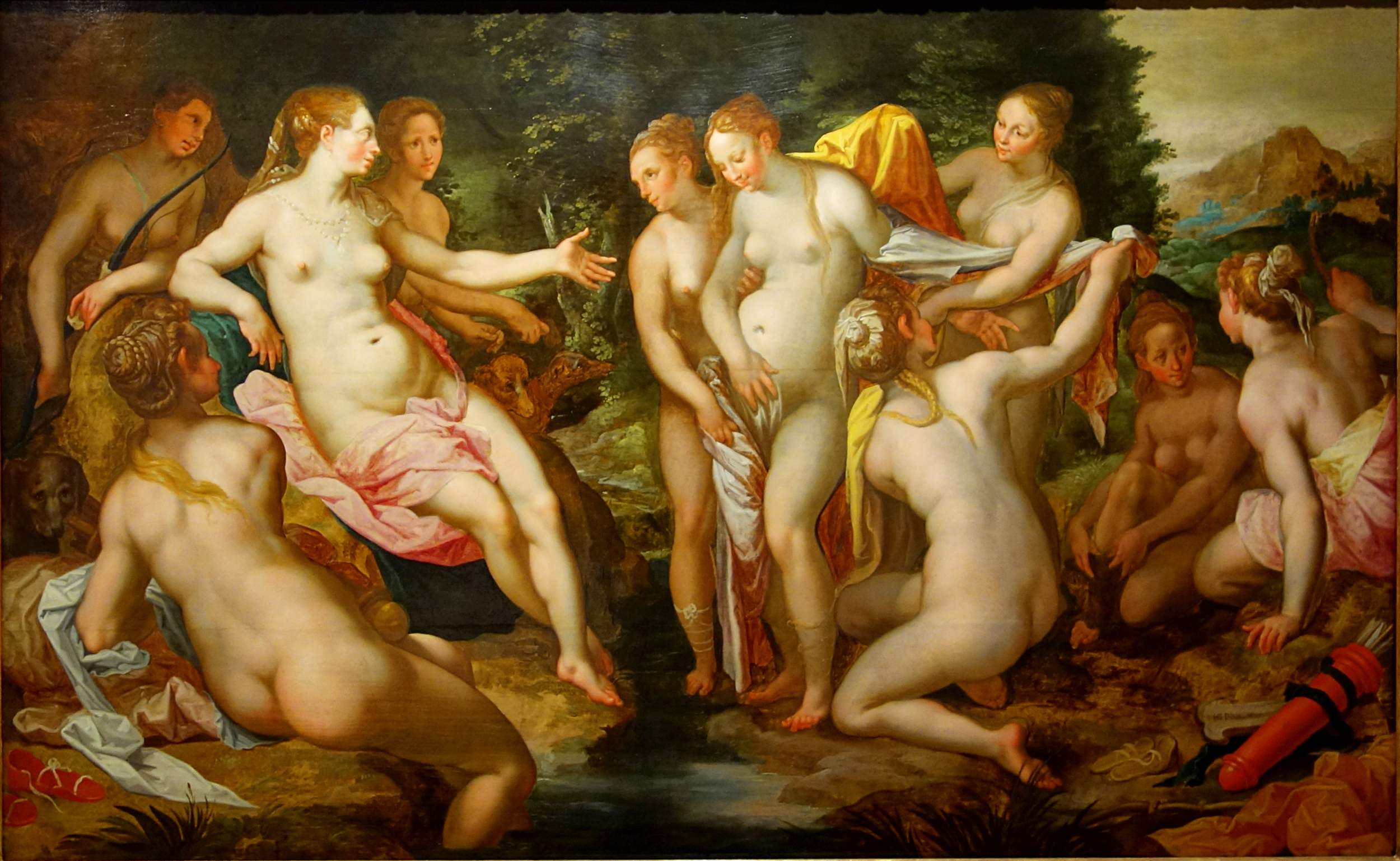
Diane découvrant la grossesse de Callisto (1599), Musée des Bons-Enfants, Maastricht.

Bien qu'il ait utilisé des toiles préparées à l'huile dès les années 1580 pour réaliser de grandes compositions à la plume, ce n'est qu'en 1600, alors qu'il était déjà âgé de 42 ans, que Goltzius s'adonne à la peinture à l'huile. Tout d'abord profondément influencé par l'art maniériste raffiné de Bartholomeus Spranger, dont il grave plusieurs œuvres célèbres, Goltzius adopte très vite le style plus naturaliste propre aux artistes de l'Académie de Haarlem.
Il meurt le 1er janvier 1617 et est enterré dans l'église Saint-Bavon de Haarlem, celle-là même qui avait servi de cadre à la Circoncision de 1594.
Goltzius avait eu pour élèves J. de Gheyn (1565-1629), son fils adoptif Jacob Matham (1571-1631) ainsi que Pierre de Jode (1570-1634) et Cornelis Drebbel (1572-1633).

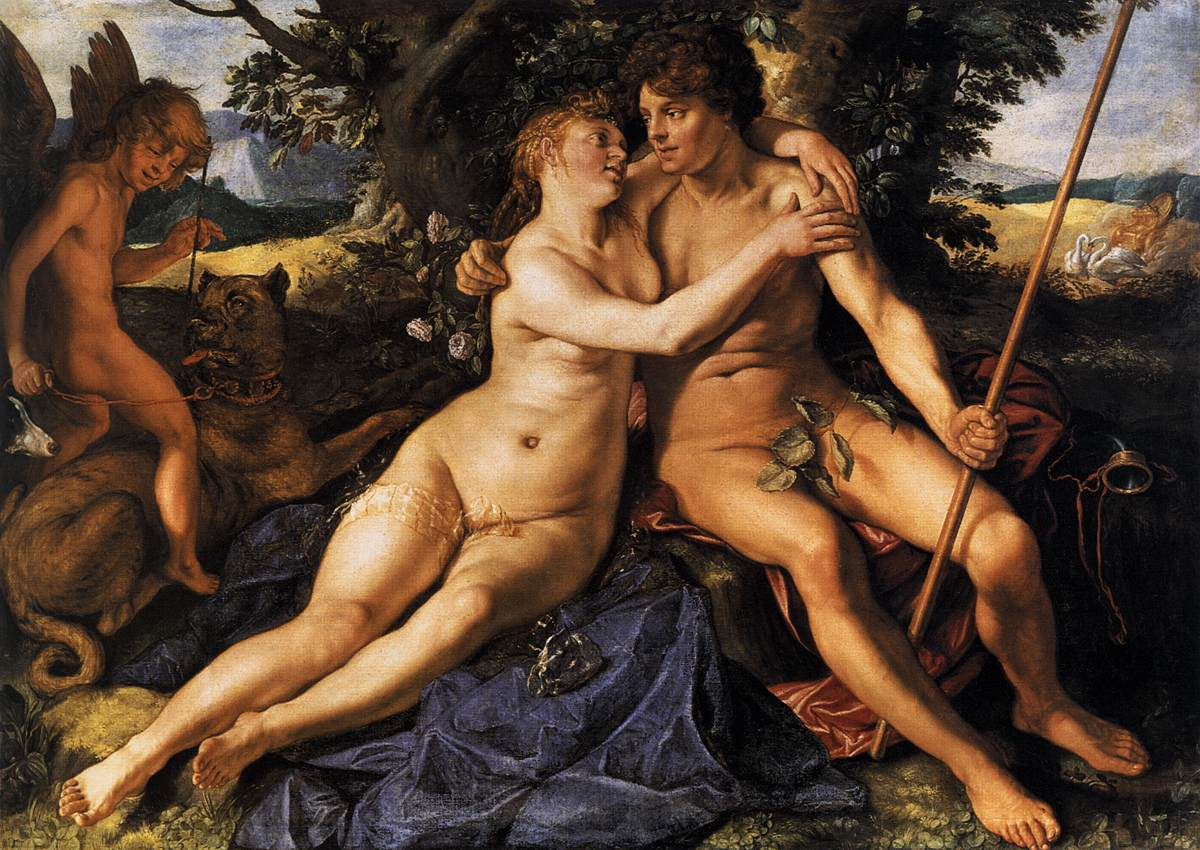
Vénus et Adonis, 1614

## Devise et emblème
Conscient de la valeur de son art et animé de la volonté d'indépendance propre aux créateurs passionnés et désintéressés, Goltzius adopta pour devise Eer boven Golt, ce qui signifie littéralement « l'honneur est au-dessus de l'or » ou, par jeu de mots, « l'honneur est sur Golt[z] ».
Il illustra cette devise en 1607, sur la page d'un album conservé à la Bibliothèque royale de La Haye, par un emblème représentant un angelot ou un petit génie ailé couronné de lauriers juché sur un caducée hermétique surmontant des sacs remplis de pièces d'or.

## Style

### Portraits de soldats et d'officiers
Dans les années 1582-1587, à la suite des combats menés par les Pays-Bas pour obtenir leur indépendance de l'Espagne, Goltzius représente des soldats et officiers qu'il conçoit entièrement et qu'il grave avec l'aide de son assistant Jacob de Gheyn le Jeune.
Goltzius y renoue avec la tradition iconographique des soldats et mercenaires des maîtres de la Renaissance allemande comme Albrecht Dürer, Niklaus Manuel et Urs Graf. Cependant, contrairement à eux, il se garde de toute note ironique et met l'accent sur l'élégance et le prestige des officiers représentés, faisant figurer les combats en arrière-plan. Leur coquetterie poussée à l'extrême apparait comme le reflet d'un nouvel idéal soldatesque décrit par Baldassare Castiglione dans son Livre du Courtisan, ouvrage largement diffusé. Les gestes militaires sont adaptés aux manières de cour, gracieux et agiles ; Goltzius représente ainsi cette nouvelle attitude, maniériste et maniérée.
Glorifiant des fonctions exercées par des individus au sein des troupes, les traits des soldats sont suffisamment anonymes pour ne pas dénoter un portrait, même si certain sont identifiables. Des épigrammes latines figurent sur les gravures, décrivant généralement le courage, le goût du combat et le rôle dans la troupe et dans la victoire sur l'ennemi des modèles.

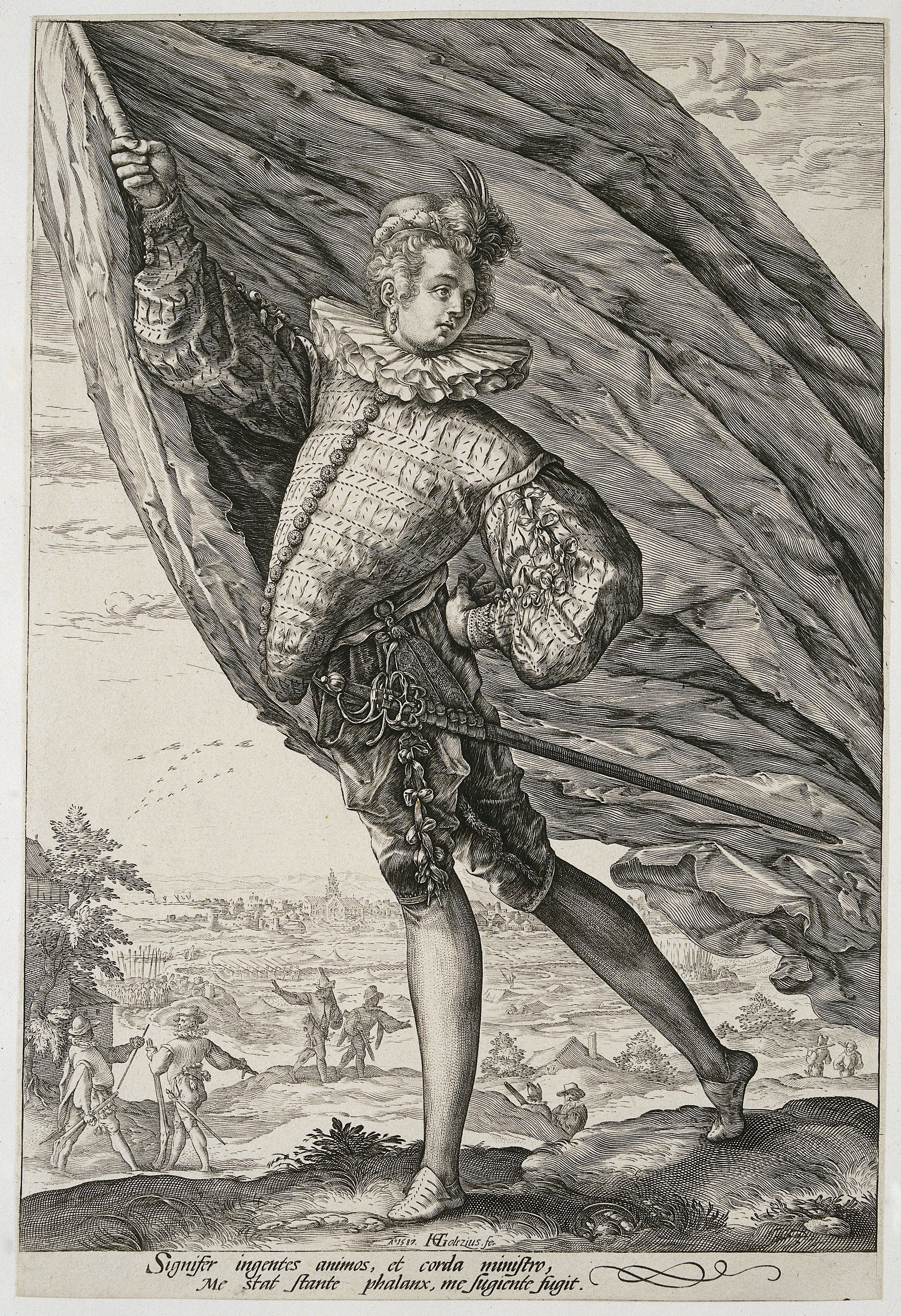
Le Porte-étendard, 1587
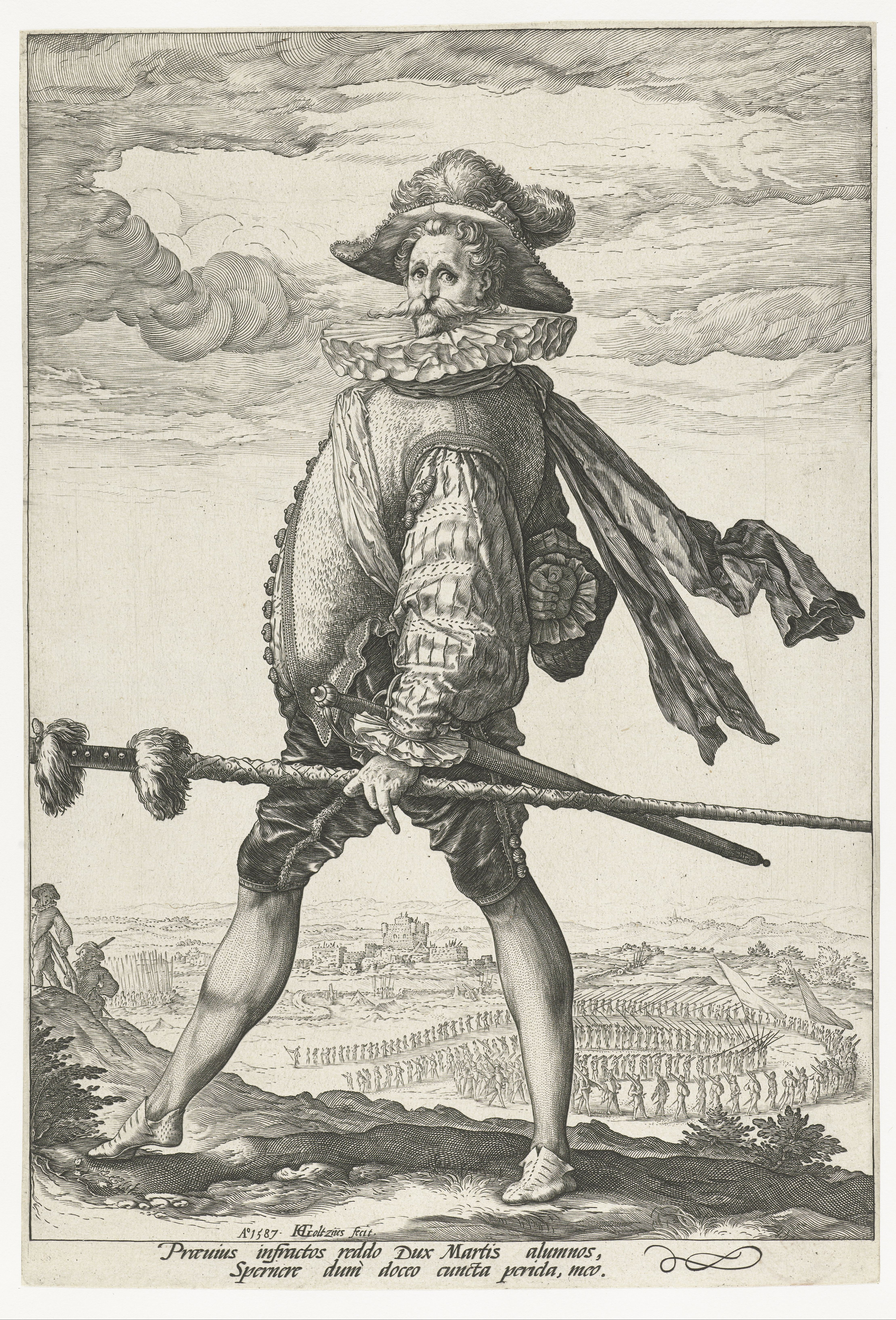
Capitaine d'infanterie, 1587
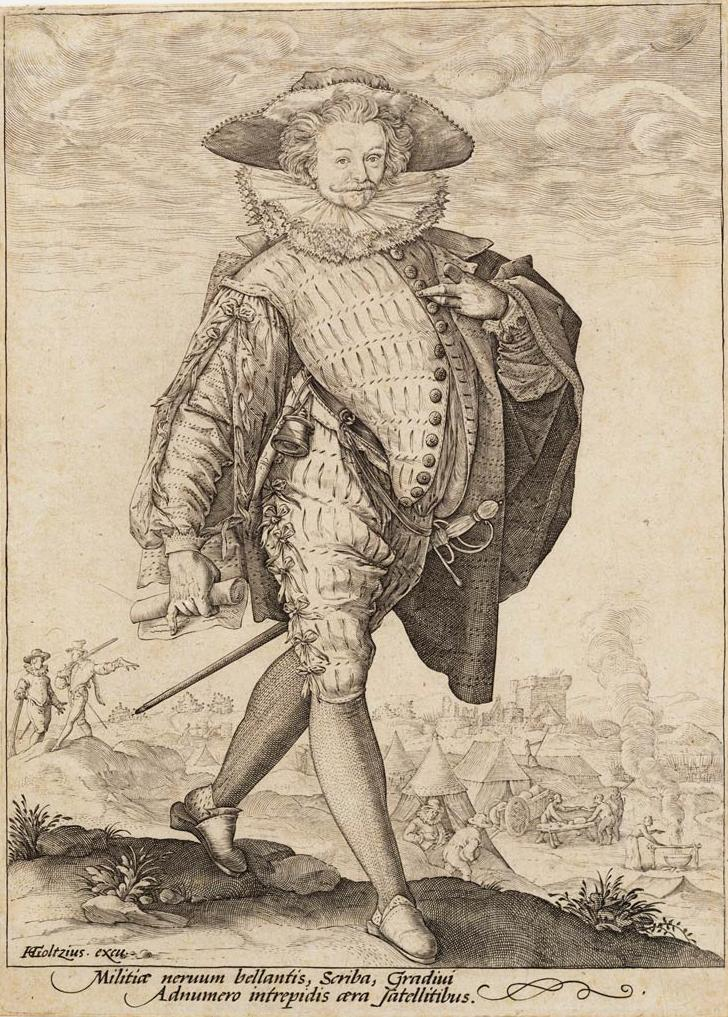
Clerc d'armée
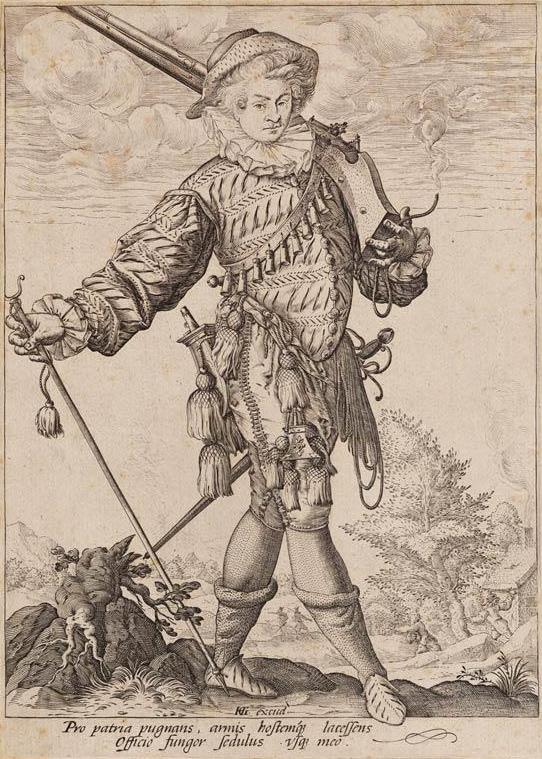
Arquebusier, 1585

## Œuvres

### Gravures
- L'Histoire de Lucrèce, 1578-1580 ;La Chute d'Icare, d'après Cornelis Cornelisz. van Haarlem, 1588.

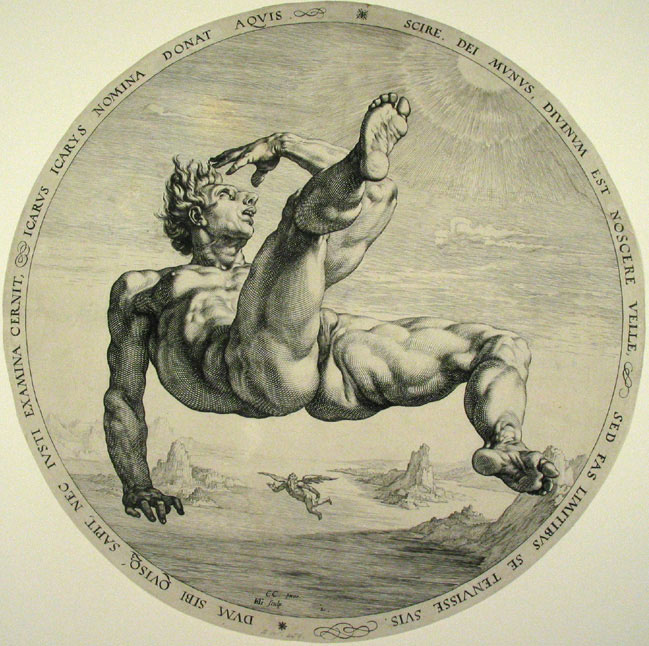
La Chute d'Icare, d'après Cornelis Cornelisz. van Haarlem, 1588.

- Les Noces de Cupidon et Psychée, d'après Bartholomeus Spranger, 1586-1587 ;
- Série des Héros romains, 1586 ;
- Le Porte-étendard, 1587 ;
- Série des Quatre Disgraciés (Tantale, Ixio, Icare et Phaéton), d'après Cornelis Cornelisz van Haarlem, 1588 ;
- Le dragon dévorant les compagnons de Cadmos , 1588 ;
- Le Grand Hercule, 1589 ;
- Portrait de Dirck Volckertsz. Coornhert, 1591 ;
- Série des Sept péchés capitaux(1592-1593) ;
- Série de La Vie de la Vierge (1593-1594).
- La mise au tombeau, burin, 1596, Musée Wittert, Liège, inv. 1359

### Dessins
- Main droite de l'artiste, 1588 (musée Teyler, Haarlem) ;
- Sine Cerere et Libero friget Venus, v.1599-1602 (Philadelphia Museum of Art, Philadelphie).
- Vierge à l'Enfant en gloire, accompagnée de sainte Cécile et d'anges musiciens,  vers 1604-1605, pierre noire, sanguine, lavis brun-rouge, craie jaune et rehauts de gouache blanche sur neuf  feuilles de papier assemblées, 72 x 49 cm, musée du Louvre[9],[10] ;
- Le Mariage mystique de sainte Catherine, vers 1600-1602, pierre noire, sanguine, lavis et rehauts de gouache blanche, 37.2 x 44.7 cm, Kupferstichkabinett Berlin.
- Portrait de Johan Dederingh, crayons de couleur, H. 0,403 ; L. 0,313 m[11]. Paris, Beaux-Arts de Paris[12]. Ce portrait représente un homme brun, en buste de trois quarts, il porte la moustache et une barbiche. Il est vêtu selon la mode de la bourgeoisie hollandaise dans les années 1590-1610, il porte un costume sombre composé d'un collet marron sur pourpoint noir et une fraise plate et souple en faveur à cette époque.
- Portrait de Catharina Jans Baertsen, pierre noire et sanguine sur vélin, H. 0,193 ; L. 0,205 m[13]. Paris, Beaux-Arts de Paris[14]. Daté de 1596, portrait de sa belle-sœur comme indiqué en bas à droite de la feuille. L'utilisation de la pierre noire et de la sanguine, rare à cette époque en Europe du Nord à cette date, lui permet de rendre au mieux les subtilités de la carnation et le modelé du visage.

### Peintures
- La Mort d'Adonis (Amsterdam) ;

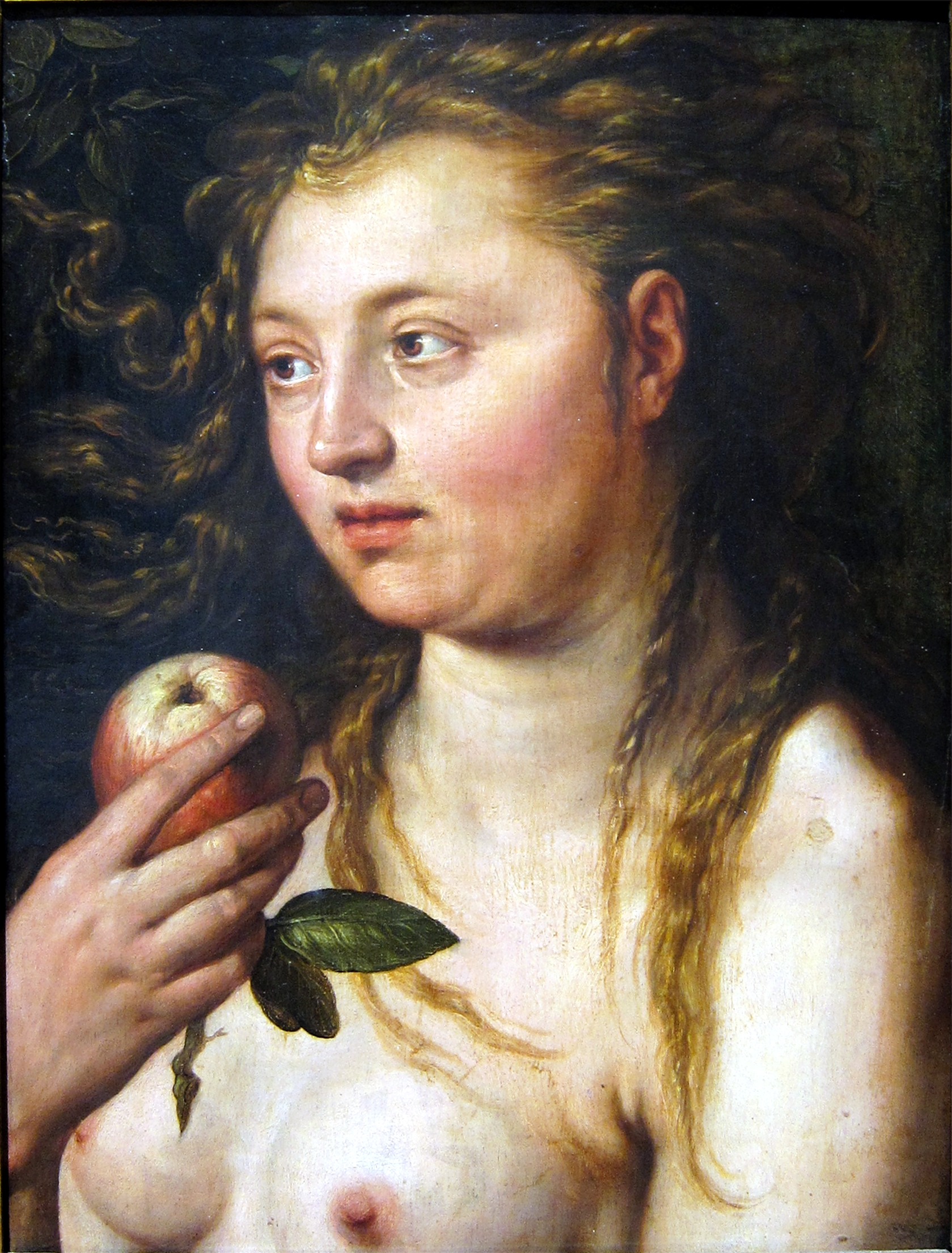
Ève, 1613.

- Allégorie de la Paresse (Kunstmuseum, Bâle) ;
- Danaé, 1603 (Los Angeles County Museum of Art, Los Angeles) ;
- Adonis mourant, 1609 (Rijksmuseum, Amsterdam) ;
- Mercure, 1611 (Mauritshuis, La Haye) ;
- Minerve, v.1611 (Mauritshuis, La Haye) ;
- Hercule et Cacus, 1613 (Mauritshuis, La Haye) ;
- Vertumne et Pomone, 1613 (Rijksmuseum, Amsterdam) ;
- Adam, v.1613 (Wadsworth Atheneum, Hartford) ;
- Ève (pendant du précédent), v.1613 (musée des beaux-arts, Strasbourg) ;
- Apamè usurpe la couronne du roi ou les quatre Pouvoirs, 1614, Musée des Beaux-Arts et de la Céramique de Verviers (Belgique);
- Mercure offre à Junon les yeux d'Argus, 1615 (musée Boijmans Van Beuningen, Rotterdam) ;
- Vertumne et Pomone, 1615 (Fitzwilliam Museum, Cambridge) ;
- Venus et l'amour épiés par un satyre dit autrefois Jupiter et Antiope, 1616 (musée du Louvre, Paris) ;
- Loth et ses filles, 1616 (Rijksmuseum, Amsterdam) ;
- La Chute de l'Homme, 1616 (National Gallery of Art, Washington) ;
- Cadmos tuant le dragon, v.1616 (Koldinghus [DK], dépôt du Statens Museum for Kunst, Copenhague).
- Saint Sébastien, huile sur toile, 109 × 77 cm, musée des beaux-arts de Nantes[15]
- (d'après) Bacchus et Ariane, huile sur bois, musée d'art Roger-Quilliot, Clermont-Ferrand.

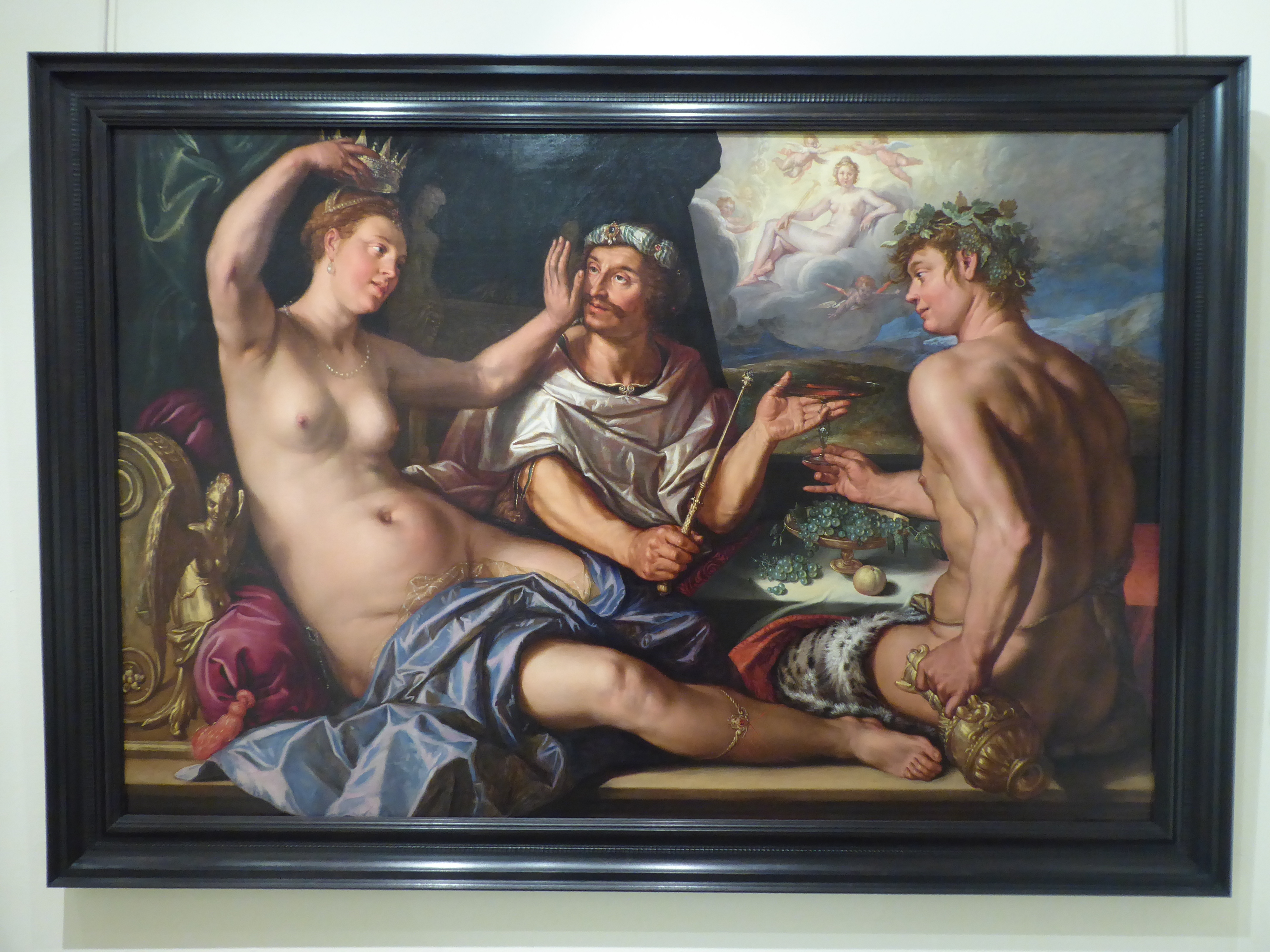
Apamè usurpe la couronne du roi ou les quatre Pouvoirs,1614.

.